# Intézményes Forradalmi Párt
Az Intézményes Forradalmi Párt (spanyolul: Partido Revolucionario Institucional, rövidítése: PRI) egy mexikói politikai párt, amely 1929 és 2000 között hegemóniában kormányozta Mexikót és a mindenkori mexikói elnököt adta. A párt legfőbb belpolitikai ellenfele a Nemzeti Akció Párt, annak ellenére, hogy mindkét párt a Szocialista Internacionálé tagjai.

## Története
A pártot eleinte Nemzeti Forradalmi Párt (Partido Nacional Revolucionario) néven alapította Plutarco Elías Calles mexikói elnök 1929-ben. Tömegpártként alakult meg, és határozottan baloldali volt, emellett a jobbközép és a fasisztákkal szimpatizálók irányzata is megvolt a pártban.
A ma is használatos nevét 1946-ban vette fel, amikor új irányvonalon indult el.  1948 és 1968 közötti időszaka alatt autoriter módon kormányozta Mexikót. 1947-ben megszavazták a nők szavazati jogát az önkormányzati választásokon, majd 1953-ban ugyanezt a parlamenti választásokon.
A lejtmenet az 1968-as tlatelocoi mészárlás után kezdődött: 1989-ben elvesztette Baja California állam kormányzóságát, 1997-ben a Képviselőházban és 2000-ben a Szenátusban is kisebbségbe került. A 2000-es mexikói szövetségi választásokon döntő vereséget szenvedett, amikor a PAN jelölte Vicente Fox győzött. 2012-ben ismét ez a párt került hatalomra Enrique Peña Nieto elnökkel az élen.
Jelenleg (mikor?) 15 államban kormányoz a 31-ből: Campeche, Coahuila, Colima, México, Guerrero, Hidalgo, Jalisco, Nayarit, Oaxaca, San Luis Potosí, Sinaloa, Sonora, Tlaxcala, Yucatán és Zacatecas államokban.

## Ideológia
A pártot számos elemző állampártként jellemzi, valamint annak ellenére hogy maga a párt szociáldemokratának jellemzi. Szocialista Internacionálé tagja, nem tekintik hagyományos értelmben vett szociáldemokrata pártnak.

## Választási eredmények

### Elnök választások
| Választási év | Eredmény | Elnök-jelölt neve                             | Szavazatok száma | Szavazatok (%) | Helyezés |
| ------------- | -------- | --------------------------------------------- | ---------------- | -------------- | -------- |
| 1929          | Győzelem | Pascual Ortiz Rubio                           | 1,974,848        | 93.6           | 1.       |
| 1934          | Győzelem | Lázaro Cárdenas del Río                       | 2,225,000        | 98.1           | 1.       |
| 1940          | Győzelem | Manuel Ávila Camacho                          | 2,476,641        | 93.3           | 1.       |
| 1946          | Győzelem | Miguel Alemán Valdés                          | 1,786,901        | 77.9           | 1.       |
| 1952          | Győzelem | Adolfo Ruiz Cortines                          | 2,713,745        | 74.32          | 1.       |
| 1958          | Győzelem | Adolfo López Mateos                           | 6,767,754        | 89.81          | 1.       |
| 1964          | Győzelem | Gustavo Díaz Ordaz                            | 8,262,393        | 87.69          | 1.       |
| 1970          | Győzelem | Luis Echeverría Álvarez                       | 11,904,368       | 84.79          | 1.       |
| 1976          | Győzelem | José López Portillo                           | 16,424,021       | 91.9           | 1.       |
| 1982          | Győzelem | Miguel de la Madrid Hurtado                   | 16,748,006       | 70.99          | 1.       |
| 1988          | Győzelem | Carlos Salinas de Gortari                     | 9,687,926        | 50.70          | 1.       |
| 1994          | -        | Luis Donaldo Colosio Murrieta (meggyilkolták) | -                | -              | -        |
| 1994          | Győzelem | Ernesto Zedillo Ponce de León (helyettes)     | 17,181,651       | 48.63          | 1.       |
| 2000          | Vereség  | Francisco Labastida Ochoa                     | 13,579,718       | 36.11          | 2.       |
| 2006          | Vereség  | Roberto Madrazo Pintado                       | 9,301,441        | 22.26          | 3.       |
| 2012          | Győzelem | Enrique Peña Nieto                            | 19,226,784       | 38.21          | 1.       |
| 2018          | Vereség  | José Antonio Meade Kuribreña                  | 9,289,853        | 16.43          | 3.       |

### Parlamenti választások

#### Képviselőház
| Választás év | Választókerületi szavazatok | Választókerületi szavazatok | Listás szavazatok | Listás szavazatok | Mandátumok száma | Parlamenti többség/kisebbség? | Elnök neve                | Elnök neve |
| Választás év | szavazatok száma            | %                           | szavazatok száma  | %                 | Mandátumok száma | Parlamenti többség/kisebbség? | Elnök neve                | Elnök neve |
| ------------ | --------------------------- | --------------------------- | ----------------- | ----------------- | ---------------- | ----------------------------- | ------------------------- | ---------- |
| 1940         |                             |                             |                   |                   | 172 / 173        | Többség                       | Manuel Ávila Camacho      |            |
| 1946         | 1,687,284                   | 73.5                        |                   |                   | 141 / 147        | Többség                       | Miguel Alemán Valdés      |            |
| 1952         | 2,713,419                   | 74.3                        |                   |                   | 151 / 161        | Többség                       | Adolfo Ruiz Cortines      |            |
| 1958         | 6,467,493                   | 88.2                        |                   |                   | 153 / 162        | Többség                       | Adolfo López Mateos       |            |
| 1964         | 7,807,912                   | 86.3                        |                   |                   | 175 / 210        | Többség                       | Gustavo Díaz Ordaz        |            |
| 1970         | 11,125,770                  | 83.3                        |                   |                   | 175 / 210        | Többség                       | Luis Echeverría Álvarez   |            |
| 1976         | 12,868,104                  | 85.0                        |                   |                   | 195 / 237        | Többség                       | José López Portillo       |            |
| 1982         | 14,501,988                  | 69.4                        | 14,289,793        | 65.7              | 299 / 400        | Többség                       | Miguel de la Madrid       |            |
| 1988         | 9,276,934                   | 51.0                        | 9,276,934         | 51.0              | 260 / 500        | Többség                       | Carlos Salinas de Gortari |            |
| 1991         | 14,051,349                  | 61.4                        | 14,145,234        | 61.4              | 320 / 500        | Többség                       | Carlos Salinas de Gortari |            |
| 1994         | 16,851,082                  | 50.2                        | 17,236,836        | 50.3              | 300 / 500        | Többség                       | Ernesto Zedillo           |            |
| 1997         | 11,305,957                  | 39.1                        | 11,438,719        | 39.1              | 239 / 500        | Kisebbség                     | Ernesto Zedillo           |            |
| 2000         | 13,720,453                  | 36.9                        | 13,800,306        | 36.9              | 207 / 500        | Kisebbség                     | Vicente Fox               |            |
| 2003         | 6,166,358                   | 23.9                        | 6,196,171         | 24.0              | 224 / 500        | Kisebbség                     | Vicente Fox               |            |
| 2006         | 11,629,727                  | 28.0                        | 11,689,110        | 27.9              | 121 / 500        | Kisebbség                     | Felipe Calderón Hinojosa  |            |
| 2009         | 12,765,938                  | 36.9                        | 12,809,365        | 36.9              | 241 / 500        | Kisebbség                     | Felipe Calderón Hinojosa  |            |
| 2012         | 15,166,531                  | 31.0                        | 15,513,478        | 31.8              | 212 / 500        | Kisebbség                     | Enrique Peña Nieto        |            |
| 2015         | 11,604,665                  | 34.2                        | 11,638,556        | 29.2              | 203 / 500        | Kisebbség                     | Enrique Peña Nieto        |            |

#### Szenátus
| Választás év | Választókerületi szavazatok | Választókerületi szavazatok | Listás szavazatok | Listás szavazatok | Mandátumok száma | Parlamenti többség/kisebbség? | Elnök neve                | Elnök neve |
| Választás év | szavazatok száma            | %                           | szavazatok száma  | %                 | Mandátumok száma | Parlamenti többség/kisebbség? | Elnök neve                | Elnök neve |
| ------------ | --------------------------- | --------------------------- | ----------------- | ----------------- | ---------------- | ----------------------------- | ------------------------- | ---------- |
| 1964         |                             |                             | 7,837,364         | 87.8              | 64 / 64          | Többség                       | Gustavo Díaz Ordaz        |            |
| 1970         |                             |                             | 11,154,003        | 84.4              | 64 / 64          | Többség                       | Luis Echeverría Álvarez   |            |
| 1976         |                             |                             | 13,406,825        | 87.5              | 64 / 64          | Többség                       | José López Portillo       |            |
| 1982         |                             |                             |                   |                   | 63 / 64          | Többség                       | Miguel de la Madrid       |            |
| 1988         |                             |                             | 9,263,810         | 50.8              | 60 / 64          | Többség                       | Carlos Salinas de Gortari |            |
| 1994         |                             |                             | 17,195,536        | 50.2              | 95 / 128         | Többség                       | Ernesto Zedillo           |            |
| 1997         |                             |                             | 11,266,155        | 38.5              | 77 / 128         | Többség                       | Ernesto Zedillo           |            |
| 2000         | 13,699,799                  | 36.7                        | 13,755,787        | 36.7              | 51 / 128         | Kisebbség                     | Vicente Fox               |            |
| 2006         | 11,622,012                  | 28.1                        | 11,681,395        | 28.0              | 39 / 128         | Kisebbség                     | Felipe Calderón Hinojosa  |            |
| 2012         | 18,477,441                  | 37.0                        | 18,560,755        | 36.9              | 61 / 128         | Kisebbség                     | Enrique Peña Nieto        |            |

## Fordítás
- Ez a szócikk részben vagy egészben  a   Partido Revolucionario Institucional című spanyol Wikipédia-szócikk ezen változatának fordításán alapul.  Az eredeti cikk szerkesztőit annak laptörténete sorolja fel. Ez a jelzés csupán a megfogalmazás eredetét és a szerzői jogokat jelzi, nem szolgál a cikkben szereplő információk forrásmegjelöléseként.